# Sibylle Courvoisier
Sibylle Courvoisier (* 8. Januar 1943 in Basel; † 7. August 2003 in Zürich) war eine Schweizer Schauspielerin.

## Leben
Zu Beginn ihrer Karriere war sie vor allem am Theater tätig. Nach Beendigung ihrer Schauspielausbildung am Bühnenstudio Zürich trat sie von 1968 bis 1971 an den Städtischen Bühnen Flensburg auf, danach war sie bis zu ihrem Tod Ensemblemitglied am Schauspielhaus Zürich. Zudem arbeitete sie mit dem Cabaret Götterspass (Beat Schlatter und Patrick Frey) zusammen. Im Fernsehen übernahm sie einige Rollen, so z. B. in der Fernsehserie Die Direktorin, in der Rolle der Letty Merian in der TV-Soap Lüthi und Blanc oder in der Sitcom Bürgerbüro. Zudem spielte sie in den Krimiserien Eurocops und Tatort mit. Nebenher arbeitete sie auch als Sprecherin für Hörspiele und Dialektfassungen von Märchen.
Sie war mit dem österreichischen Regisseur und Theaterleiter Wolfgang Quetes verheiratet.

## Filmografie
- 1975: Ein Fall für Männdli (Fernsehserie, Folge Mister X)
- 1976: Die plötzliche Einsamkeit des Konrad Steiner
- 1984: Der Dieb, der nicht zu Schaden kam
- 1994: Eurocops (Kriminalserie, Folge Drei Mädchen)
- 1994: Tatort (Kriminalreihe, Folge Herrenboxer)
- 1995: Tatort (Kriminalreihe, Folge Rückfällig)
- 1996: Katzendiebe
- 1998: Fascht e Familie (Sitcom)
- 2000–2003: Lüthi und Blanc (TV-Soap)
- 2002: Bürgerbüro (Sitcom)
- 2003: Meier Marilyn (Fernsehfilm)[2]